# H.-J. Kratschke
Le H.-J. Kratschke est un ancien canot de sauvetage  de la Deutsche Gesellschaft zur Rettung Schiffbrüchiger (Société allemande de sauvetage des naufragés (DGzRS)). Il a été construit au chantier naval Abeking & Rasmussen à Lemwerder en 1969. Il a comme sister-ship le G. Kuchenbecker visible au Museumshafen Büsum et en tant que navire musée les  Otto Schülke à Norderney et Hans Lüken au Deutsches Schifffahrtsmuseum.

## Historique
Le navire a été nommé d'après un membre d'équipage du navire de sauvetage Adolph Bermpohl (de), décédé dans un grave accident en février 1967.

### Stationnement
De juin 1969 à mai 1979, le H.-J. Kratschke stationné à List auf Sylt sur l'île de Sylt. Ensuite, il a été transféré à Nordstrand jusqu'en juillet 1996. D'août 1996 jusqu'à sa mise hors service en octobre 2003, il était à la station DGzRS Eiderdamm au barrage de l'Eider.

### Préservation
Depuis le printemps 2004, le H.-J. Kratschke est exposé comme navire musée sur le terrain du siège du DGzRS à Brême.

## Galerie

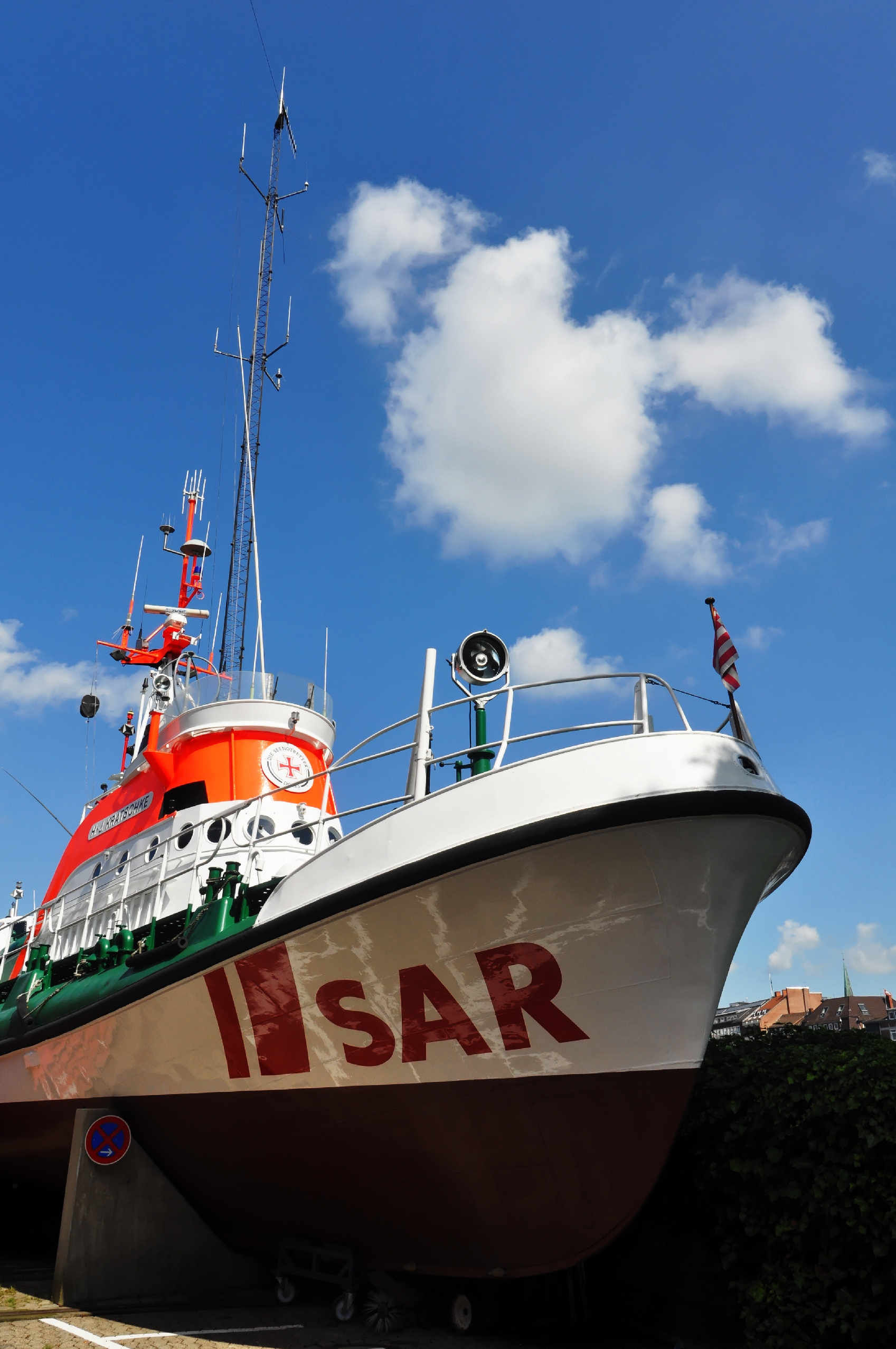
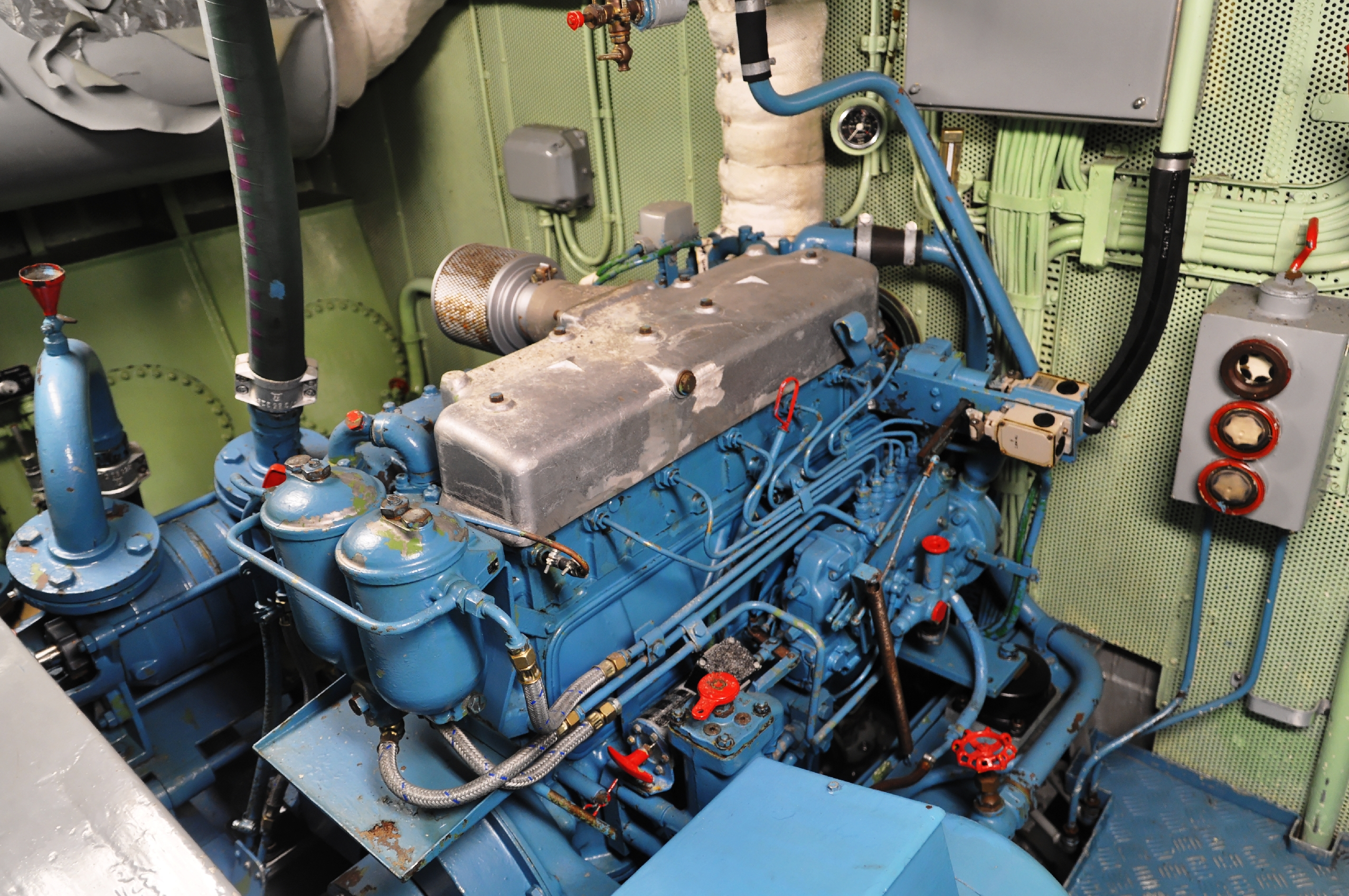
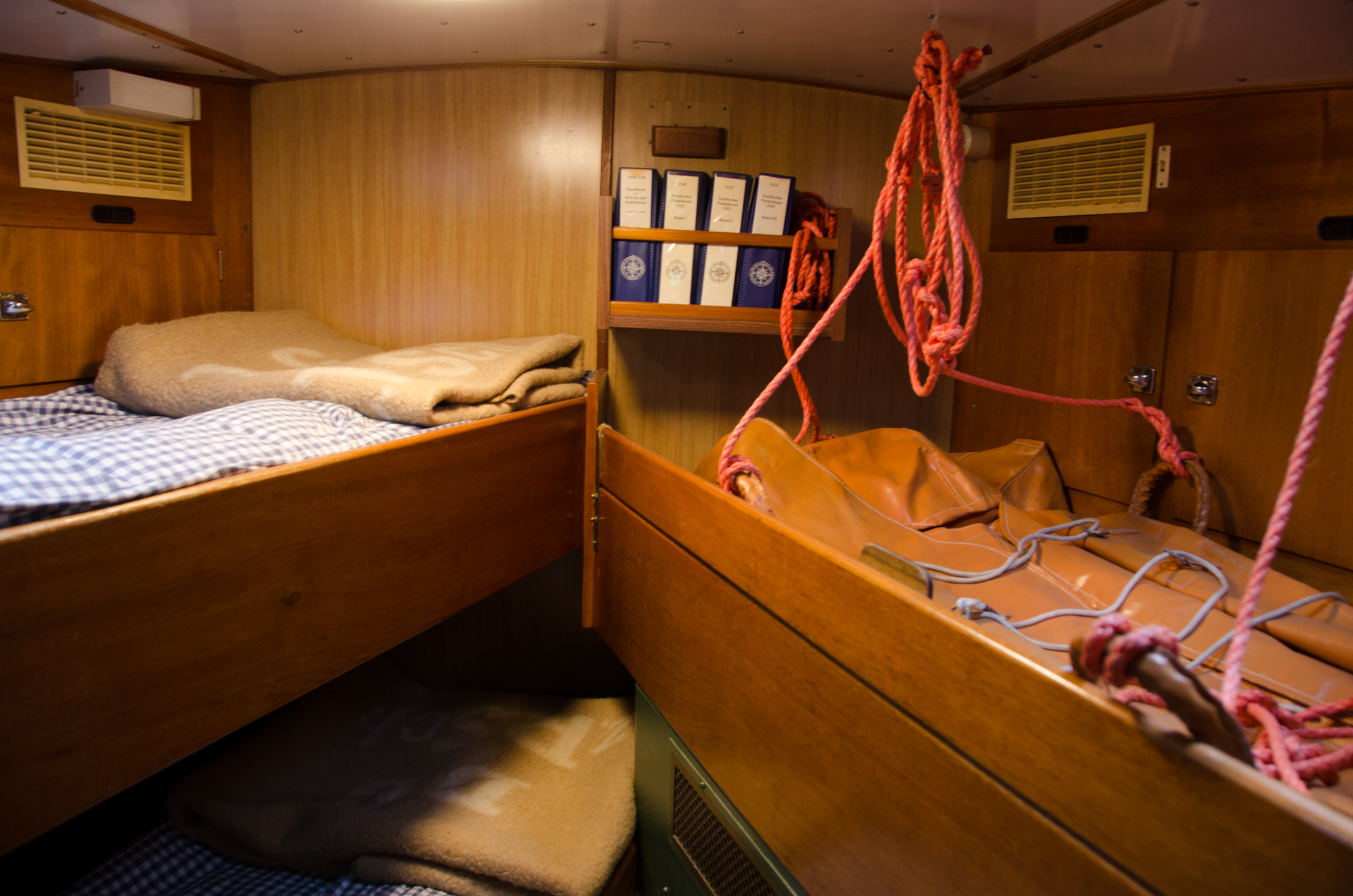